# Diego Demme
Pour les articles homonymes, voir Demme.
Diego Demme, né le 21 novembre 1991 à Herford, est un footballeur international allemand, qui évolue au poste de Milieu de terrain. Il possède également la nationalité italienne.

## Biographie

### RB Leipzig
Le 7 janvier 2014, il s'engage avec le RB Leipzig.
Le 6 juin 2017, il figure pour la première fois sur le banc des remplaçants de l'équipe nationale, mais sans entrer en jeu, lors d'une rencontre amicale face au Danemark (score final : 1-1). Quatre jours plus tard, il reçoit sa première et dernière sélection en équipe d'Allemagne, lors d'un match contre Saint-Marin. Ce match gagné sur le score sans appel de 7-0 rentre dans le cadre des éliminatoires du mondial 2018.
Il est ensuite retenu par le sélectionneur Joachim Löw afin de participer à la Coupe des confédérations 2017 organisée en Russie. Il doit toutefois déclarer forfait, en raison d'une blessure au dos.
En 2018, il atteint avec le RB Leipzig les quarts de finale de la Ligue Europa, en étant battu par l'Olympique de Marseille.
Le 5 novembre 2019, il inscrit son premier but en Ligue des champions, sur la pelouse du Zénith Saint-Pétersbourg (victoire 0-2 à l'extérieur).

### SSC Napoli
Le 9 janvier 2020, il signe officiellement avec le SSC Naples pour la somme de 12 millions d'euros.
Le 5 novembre 2020, il inscrit son premier but en Ligue Europa, sur la pelouse du HNK Rijeka (victoire 1-2).

## Statistiques
| Saison                | Club                  | Championnat           | Championnat | Championnat | Championnat | Coupe(s) nationale(s) | Coupe(s) nationale(s) | Coupe(s) nationale(s) | Supercoupe | Supercoupe | Supercoupe | Compétition(s) continentale(s) | Compétition(s) continentale(s) | Compétition(s) continentale(s) | Compétition(s) continentale(s) | Total | Total | Total |
| Saison                | Club                  | Division              | M.          | B.          | P.d.        | M.                    | B.                    | P.d.                  | M.         | B.         | P.d.       | Comp.                          | M.                             | B.                             | P.d.                           | M.    | B.    | P.d.  |
| 2010-2011             | Arminia Bielefeld     | 2. Bundesliga         | 10          | 0           | 1           | -                     | -                     | -                     | -          | -          | -          | -                              | -                              | -                              | -                              | 10    | 0     | 1     |
| 2011-2012             | Arminia Bielefeld     | 3. Liga               | 10          | 0           | 0           | 1                     | 0                     | 0                     | -          | -          | -          | -                              | -                              | -                              | -                              | 11    | 0     | 0     |
| Sous-total            | Sous-total            | Sous-total            | 20          | 0           | 1           | 1                     | 0                     | 0                     | -          | -          | -          | -                              | -                              | -                              | -                              | 21    | 0     | 1     |
| 2011-2012             | SC Paderborn 07       | 2. Bundesliga         | 12          | 0           | 0           | 1                     | 0                     | 0                     | -          | -          | -          | -                              | -                              | -                              | -                              | 13    | 0     | 0     |
| 2012-2013             | SC Paderborn 07       | 2. Bundesliga         | 29          | 0           | 1           | 2                     | 0                     | 0                     | -          | -          | -          | -                              | -                              | -                              | -                              | 31    | 0     | 1     |
| 2013-2014             | SC Paderborn 07       | 2. Bundesliga         | 17          | 0           | 1           | -                     | -                     | -                     | -          | -          | -          | -                              | -                              | -                              | -                              | 17    | 0     | 1     |
| Sous-total            | Sous-total            | Sous-total            | 58          | 0           | 2           | 3                     | 0                     | 0                     | -          | -          | -          | -                              | -                              | -                              | -                              | 61    | 0     | 2     |
| 2013-2014             | RB Leipzig            | 3. Liga               | 16          | 0           | 2           | -                     | -                     | -                     | -          | -          | -          | -                              | -                              | -                              | -                              | 16    | 0     | 2     |
| 2014-2015             | RB Leipzig            | 2. Bundesliga         | 30          | 0           | 2           | 3                     | 0                     | 0                     | -          | -          | -          | -                              | -                              | -                              | -                              | 33    | 0     | 2     |
| 2015-2016             | RB Leipzig            | 2. Bundesliga         | 28          | 0           | 3           | -                     | -                     | -                     | -          | -          | -          | -                              | -                              | -                              | -                              | 28    | 0     | 3     |
| 2016-2017             | RB Leipzig            | Bundesliga            | 32          | 1           | 3           | 1                     | 0                     | 1                     | -          | -          | -          | -                              | -                              | -                              | -                              | 33    | 1     | 4     |
| 2017-2018             | RB Leipzig            | Bundesliga            | 30          | 0           | 4           | 1                     | 0                     | 0                     | -          | -          | -          | C1+C3                          | 4+6                            | 0+0                            | 0                              | 41    | 0     | 4     |
| 2018-2019             | RB Leipzig            | Bundesliga            | 26          | 0           | 2           | 5                     | 0                     | 0                     | -          | -          | -          | C3                             | 8                              | 0                              | 1                              | 39    | 0     | 3     |
| 2019-2020             | RB Leipzig            | Bundesliga            | 17          | 0           | 0           | 2                     | 0                     | 0                     | -          | -          | -          | C1                             | 5                              | 0                              | 0                              | 24    | 0     | 0     |
| Sous-total            | Sous-total            | Sous-total            | 179         | 1           | 16          | 12                    | 0                     | 1                     | -          | -          | -          | -                              | 23                             | 1                              | 1                              | 214   | 2     | 18    |
| 2019-2020             | SSC Naples            | Serie A               | 15          | 1           | 0           | 5                     | 0                     | 0                     | -          | -          | -          | C1                             | 7                              | 1                              | 0                              | 27    | 2     | 0     |
| 2020-2021             | SSC Naples            | Serie A               | 24          | 2           | 2           | 4                     | 0                     | 0                     | 1          | 0          | 0          | C3                             | 6                              | 1                              | 0                              | 35    | 3     | 2     |
| 2021-2022             | SSC Naples            | Serie A               | 17          | 1           | 0           | 1                     | 0                     | 0                     | -          | -          | -          | C3                             | 5                              | 0                              | 0                              | 23    | 1     | 0     |
| 2022-2023             | SSC Naples            | Serie A               | 7           | 0           | 0           | -                     | -                     | -                     | -          | -          | -          | -                              | -                              | -                              | -                              | 7     | 0     | 0     |
| 2023-2024             | SSC Naples            | Serie A               | 2           | 0           | 0           | 1                     | 0                     | 0                     | -          | -          | -          | C1                             | -                              | -                              | -                              | 3     | 0     | 0     |
| Sous-total            | Sous-total            | Sous-total            | 65          | 4           | 2           | 11                    | 0                     | 0                     | 1          | 0          | 0          | -                              | 18                             | 2                              | 0                              | 95    | 6     | 2     |
| 2024-2025             | Hertha Berlin         | 2. Bundesliga         | -           | -           | -           | -                     | -                     | -                     | -          | -          | -          | -                              | -                              | -                              | -                              | 0     | 0     | 0     |
| Total sur la carrière | Total sur la carrière | Total sur la carrière | 322         | 5           | 21          | 27                    | 0                     | 1                     | 1          | 0          | 0          | -                              | 41                             | 3                              | 1                              | 391   | 8     | 23    |

## Vie personnelle
Son père est italien et est un fervent supporter du SSC Napoli. Il a choisi Diego comme prénom pour son fils en l'honneur de Diego Maradona.

## Activités extra-professionnelles
Adepte des jeux vidéo, le milieu international allemand participe en plus de son activité professionnelle de footballeur au championnat 2019-2020 de la "Virtual Bundesliga", une compétition e-sport sur console.

## Palmarès

### En club
SC Padeborn
- Championnat d'Allemagne de football de deuxième division
  - Vice-champion en 2014

 RB Leipzig
- Championnat d'Allemagne de football de troisième division
  - Vice-champion en 2014
- Championnat d'Allemagne de football de deuxième division
  - Vice-champion en 2016
- Championnat d'Allemagne de football
  - Vice-champion en 2017

 SSC Naples
- Coupe d'Italie de football (1)
  - Vainqueur en 2020

- Championnat d'Italie de football (1)
  - Champion en 2023